# 벤저민 베이커 (공학자)

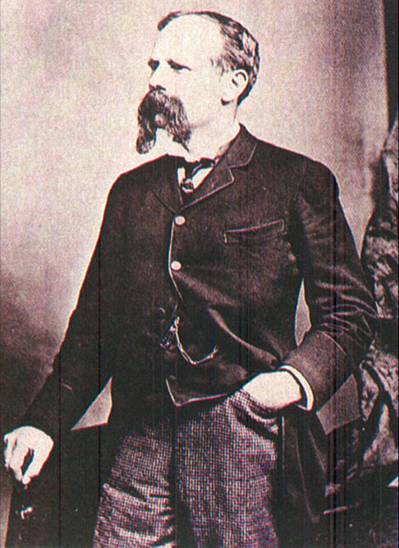

벤저민 베이커 경(Sir Benjamin Baker, 1840년 3월 31일 ~ 1907년 5월 19일)은 빅토리아 시대 중기부터 말기까지 일했던 잉글랜드의 저명한 공학자이다. 런던의 초기 지하철을 존 파울러 경과 함께 개발하는데 일조하였으나 포스 교에 대한 공로로 가장 잘 알려져 있는 인물이다. 토목 공학의 저명한 기여들을 해왔는데, 여기에는 테이 레일교 재난에 대한 공개 조사의 일이 포함된다. 나중에 그는 최초의 아스완댐의 설계 및 건설을 도왔다.

## 생애
1840년 서머싯주의 현재의 프롬(Frome) 지방에 속하는 키포드에서 톤두(Tondu) 아이언워크의 교감이었던 벤저민 베이커와 사라 홀리스(Sarah Hollis)의 아들로 태어났다. 버츠힐(Butts Hill)에 그들의 집에 명판이 하나 있다. 첼튼엄 그래머 스쿨(Cheltenham Grammar School)에서 교육을 받았으며 16세에 Neath Abbey Iron Works의 메리스 프라이스 앤드 폭스의 수습생이 되었다. 수습 기간 후 2년을 미스터 W.H. 윌슨의 조수로 지냈다. 나중에 런던에서 존 파울러 경과 연합하게 되었다. 메트로폴리턴 레일웨이(런던)의 건설에 참여하였다. 1879년 테이 레일교의 주된 전문가 증언자 역할을 맡기도 했다.

## 사망
5년 간 버스켜주 팽본에서 지내다가 그곳에서 사망했으며 옥스퍼드셔 Idbury에 묻혔다.